# Hong Kong Open 2016
Il Hong Kong Open 2016, anche conosciuto come Prudential Hong Kong Tennis Open per motivi di sponsorizzazione, è stato un torneo di tennis giocato sul cemento. Questa è stata la 7ª edizione dell'evento e fa parte della categoria International del WTA Tour 2016. L'Hong Kong Open si è giocato dal 10 al 16 ottobre 2016 al Victoria Park di Hong Kong.

## Partecipanti

### Teste di serie
| Nazionalità | Giocatrice         | Ranking* | Testa di serie |
| ----------- | ------------------ | -------- | -------------- |
| Germania    | Angelique Kerber   | 1        | 1              |
| Stati Uniti | Venus Williams     | 13       | 2              |
| Regno Unito | Johanna Konta      | 14       | 3              |
| Australia   | Samantha Stosur    | 18       | 4              |
| Danimarca   | Caroline Wozniacki | 22       | 5              |
| Francia     | Caroline Garcia    | 25       | 6              |
| Serbia      | Jelena Janković    | 37       | 7              |
| Australia   | Dar'ja Gavrilova   | 49       | 8              |

* Ranking al 3 ottobre 2016.

### Altre partecipanti
Le seguenti giocatrici hanno ricevuto una wild card per il tabellone principale:
- Başak Eraydın
- Lee Ya-hsuan
- Ling Zhang

Le seguenti giocatrici sono passate dalle qualificazioni:

- Marina Eraković
- Dalila Jakupovič
- Aleksandra Krunić
- Luksika Kumkhum
- Tereza Martincová
- Zhu Lin

## Campionesse

### Singolare
Caroline Wozniacki ha sconfitto in finale  Kristina Mladenovic con il punteggio di 6–1, 6(4)–7, 6–2.
- È il venticinquesimo titolo in carriera per Wozniacki, secondo della stagione.

### Doppio
Chan Hao-ching /  Latisha Chan hanno sconfitto in finale  Naomi Broady /  Heather Watson con il punteggio di 6–3, 6–1.